# Waldemar Fromm
Waldemar Fromm (* 5. August 1961 in Hermannstadt) ist ein deutscher Germanist und außerplanmäßiger Professor für Neuere Deutsche Literatur an der Ludwig-Maximilians-Universität München (LMU), sowie Leiter der Arbeitsstelle für Literatur in Bayern.

## Leben
Nach seinem Abitur studierte Fromm Germanistik, Psychologie, Linguistik und Philosophie an den Universitäten Heidelberg und Marburg. 1996 promovierte er in Marburg über „Franz Kafkas Poetik zwischen Proceß und Schloß“.
Anschließend war er Wissenschaftlicher Assistent an der PH Heidelberg und seit 1999 am Lehrstuhl für Bayerische Kulturgeschichte Dietz-Rüdiger Mosers. 2004 habilitierte sich Fromm mit einer Arbeit „Über das Sagbare und Unsagbare in Literatur und Ästhetik der Aufklärung, Romantik und Moderne“ und wurde 2006 zum Akademischen Rat an der Ludwig-Maximilians-Universität ernannt. Seit 2011 ist Fromm außerplanmäßiger Professor für Neuere Deutsche Literatur in München.
Fromms Forschungsschwerpunkte liegen in der Geschichte der literarischen Subjektivität seit der Aufklärung, der bayerischen Literaturgeschichte, der Sprachpsychologie sowie der Poetik und Ästhetik. Er ist u. a. Herausgeber der Franz-von-Pocci-Werkausgabe und der Charles-Sealsfield-Werkausgabe und Mitglied im Institut für Bayerische Geschichte der LMU. Außerdem ist er Vorsitzender der Oskar Maria Graf-Gesellschaft.

## Werke (Auswahl)
- Artistisches Schreiben. Franz Kafkas Poetik zwischen „Proceß“ und „Schloß“. München 1998.
- An den Grenzen der Sprache. Über das Sagbare und das Unsagbare in Literatur und Ästhetik der Aufklärung, der Romantik und der Moderne. Freiburg i. Br. 2006.
- zus. mit Hermann Schöler: Arbeitsgedächtnis und Sprachlernen. Untersuchungen an sprachentwicklungsauffälligen und sprachunauffälligen Schulkindern. Heidelberg 1997.
- zus. mit Carolin Raffelsbauer: „Moser in Bayern“. Anlässlich der Emeritierung und des 65. Geburtstages von Dietz-Rüdiger Moser. München 2004.
- Franz Graf von Pocci: Werke. München 2008ff.
- zus. mit Ulrich Dittmann: Oskar Maria Graf. Rebellischer Weltbürger, kein bayerischer Nationaldichter. Regensburg: Pustet 2017.